# Nik'a Ninua
Nik'a Ninua (in georgiano ნიკა ნინუა?; Tbilisi, 22 giugno 1999) è un calciatore georgiano, centrocampista della Dinamo Tbilisi.

## Carriera
Cresciuto nel settore giovanile della Dinamo Tbilisi, ha esordito in prima squadra il 6 novembre 2016 disputando l'incontro di Erovnuli Liga vinto 0-1 contro lo Shukura Kobuleti.
Il 14 agosto 2020 viene acquistato a titolo definitivo dalla società greca del PAOK.

## Statistiche

### Presenze e reti nei club
Statistiche aggiornate al 27 gennaio 2022
| Stagione              | Squadra               | Campionato            | Campionato | Campionato | Coppe nazionali | Coppe nazionali | Coppe nazionali | Coppe continentali | Coppe continentali | Coppe continentali | Altre coppe | Altre coppe | Altre coppe | Totale | Totale |
| Stagione              | Squadra               | Comp                  | Pres       | Reti       | Comp            | Pres            | Reti            | Comp               | Pres               | Reti               | Comp        | Pres        | Reti        | Pres   | Reti   |
| --------------------- | --------------------- | --------------------- | ---------- | ---------- | --------------- | --------------- | --------------- | ------------------ | ------------------ | ------------------ | ----------- | ----------- | ----------- | ------ | ------ |
| 2016                  | Dinamo Tbilisi        | UL                    | 6          | 0          | CG              | 0               | 0               | UCL+UEL            | 0                  | 0                  |             | -           | -           | 6      | 0      |
| 2017                  | Dinamo Tbilisi        | EL                    | 14         | 1          | CG              | 2               | 0               |                    | -                  | -                  |             | -           | -           | 16     | 1      |
| 2018                  | Dinamo Tbilisi        | EL                    | 29         | 3          | CG              | 4               | 0               | UEL                | 2                  | 0                  |             | -           | -           | 35     | 3      |
| 2019                  | Dinamo Tbilisi        | EL                    | 31         | 8          | CG              | 2               | 0               | UEL                | 6                  | 1                  |             | -           | -           | 39     | 9      |
| feb.-ago. 2020        | Dinamo Tbilisi        | EL                    | 2          | 1          | CG              | 0               | 0               | UCL+UEL            | 0                  | 0                  | SG          | 1           | 0           | 3      | 1      |
| Totale Dinamo Tbilisi | Totale Dinamo Tbilisi | Totale Dinamo Tbilisi | 82         | 13         |                 | 8               | 0               |                    | 8                  | 1                  |             | 1           | 0           | 99     | 14     |
| 2020-2021             | PAOK                  | SL                    | 9          | 1          | CG              | 3               | 1               | UCL+UEL            | 0                  | 0                  |             | -           | -           | 12     | 2      |
| ago.-dic. 2021        | Anorthōsis            | A                     | 3          | 0          | CC              | 0               | 0               | UECL               | 0                  | 0                  |             | -           | -           | 3      | 0      |
| gen.-giu. 2022        | Lamia                 | SL                    | 0          | 0          | CG              | 0               | 0               |                    | -                  | -                  |             | -           | -           | 0      | 0      |
| Totale carriera       | Totale carriera       | Totale carriera       | 94         | 14         |                 | 11              | 1               |                    | 8                  | 1                  |             | 1           | 0           | 114    | 16     |

## Palmarès

### Club

#### Competizioni nazionali
- Campionato georgiano: 1

Dinamo Tbilisi: 2019
- Coppa di Grecia: 1

PAOK: 2020-2021